# Jani Vesikko
Jani Vesikko es un deportista finlandés que compitió en ciclismo de montaña en la disciplina de eslalon dual. Ganó una medalla de bronce en el Campeonato Europeo de Ciclismo de Montaña de 1999.

## Palmarés internacional
| Campeonato Europeo | Campeonato Europeo | Campeonato Europeo | Campeonato Europeo |
| Año                | Lugar              | Medalla            | Competición        |
| ------------------ | ------------------ | ------------------ | ------------------ |
| 1999               | La Molina (España) | Medalla de bronce  | Dual               |